# Биков, Йордан
Йордан Биков (болг. Йордан Биков, р.17 октября 1950) — болгарский спортсмен-тяжёлоатлет, олимпийский чемпион и чемпион Европы. Заслуженный мастер спорта Болгарии.

## Биография
Родился в 1950 году в Пазарджике.
Учился в спортивной школе «Олимпийские надежды» (София).
В 1970 году занял 4-е место на чемпионате Европы и 5-е место на чемпионате мира. В 1971 году опять занял 5-е место на чемпионате мира. В 1972 году стал чемпионом Европы и Олимпийских игр в Мюнхене. В 1973 году стал серебряным призёром чемпионата Европы.
Серьезная травма колена не позволяет ему продолжить победную серию на мировых рингах. После ухода из активного спорта стал тренером средней спортивной школы имени Георгия Бенковского в Пазарджике. Два месяца был тренером сборной Китая. Впоследствии работал муниципальным советником в Пазарджике и отвечал за молодежь и спорт в своем районе.
Мемориальная доска Йордану Быкову установлена на фасаде спортивного зала «Васил Левски» в Пазарджике.